# Norwich City FC
Norwich City Football Club este un club profesionist de fotbal din Norwich, Anglia, care evoluează în EFL Championship.

## Palmares
Cele mai mari performanțe din istoria clubului Norwich City sunt:

### Campionatul
Premier League (primul eșalon)
- Locul 3 (1) (1992–93)

Football League Second Division (al doilea eșalon)
- Campioană (3): 1971–72, 1985–86, 2003–04
  - Locul 2 (1): 2010–11 (și promovare în primul eșalon)

Football League Third Division (Level 3)
- Campioană (2): 1933–34, 2009–10
  - Locul 2  (1): 1959–60

### Cupa
FA Cup
- Semi-finale (3): 1959, 1989, 1992

League Cup
- Campioană (2): 1962, 1985
  - Finalistă (2): 1973, 1975

Friendship Trophy
De fiecare dată când se înfruntă, Norwich și Sunderland se luptă pentru Friendship Trophy, un trofeu pus în joc încă din anul 1985, când fanii celor două echipe s-au înfrâțit atunci când cluburile s-au înfruntat în finala Cupei Ligii.

## Greatest Ever Norwich City XI
În 2008, fanii au votat pentru a stabili cel mai valoros 11 din istoria lui Norwich City.
- Kevin Keelan (1963–80)
- Ian Culverhouse (1985–94)
- Steve Bruce (1984–87)
- Duncan Forbes (1968–81)
- Mark Bowen (1987–96)
- Darren Huckerby (2003–08)
- Ian Crook (1986–97)
- Martin Peters (1975–80)
- Darren Eadie (1993–99)
- Chris Sutton (1991–94)
- Iwan Roberts (1997–2004)

## Jucătorii anului
| An   | Câștigător    |
| ---- | ------------- |
| 1967 | Terry Allcock |
| 1968 | Hugh Curran   |
| 1969 | Ken Foggo     |
| 1970 | Duncan Forbes |
| 1971 | Ken Foggo     |
| 1972 | Dave Stringer |
| 1973 | Kevin Keelan  |
| 1974 | Kevin Keelan  |
| 1975 | Colin Suggett |
| 1976 | Martin Peters |
| 1977 | Martin Peters |
| 1978 | John Ryan     |

| An   | Câștigător     |
| ---- | -------------- |
| 1979 | Tony Powell    |
| 1980 | Kevin Bond     |
| 1981 | Joe Royle      |
| 1982 | Greg Downs     |
| 1983 | Dave Watson    |
| 1984 | Chris Woods    |
| 1985 | Steve Bruce    |
| 1986 | Kevin Drinkell |
| 1987 | Kevin Drinkell |
| 1988 | Bryan Gunn     |
| 1989 | Dale Gordon    |
| 1990 | Mark Bowen     |

| An   | Câștigător      |
| ---- | --------------- |
| 1991 | Ian Culverhouse |
| 1992 | Robert Fleck    |
| 1993 | Bryan Gunn      |
| 1994 | Chris Sutton    |
| 1995 | Jon Newsome     |
| 1996 | Spencer Prior   |
| 1997 | Darren Eadie    |
| 1998 | Matt Jackson    |
| 1999 | Iwan Roberts    |
| 2000 | Iwan Roberts    |
| 2001 | Andy Marshall   |
| 2002 | Gary Holt       |

| An   | Câștigător        |
| ---- | ----------------- |
| 2003 | Adam Drury        |
| 2004 | Craig Fleming     |
| 2005 | Darren Huckerby   |
| 2006 | Gary Doherty      |
| 2007 | Darren Huckerby   |
| 2008 | Dion Dublin       |
| 2009 | Lee Croft         |
| 2010 | Grant Holt        |
| 2011 | Grant Holt        |
| 2012 | Grant Holt        |
| 2013 | Sébastien Bassong |
| 2014 | Robert Snodgrass  |

| An   | Câștigător       |
| ---- | ---------------- |
| 2015 | Bradley Johnson  |
| 2016 | Jonny Howson     |
| 2017 | Wes Hoolahan     |
| 2018 | James Maddison   |
| 2019 | Teemu Pukki      |
| 2020 | Tim Krul         |
| 2021 | Emiliano Buendía |
| 2022 | Teemu Pukki      |